# Atropellament massiu a Liverpool (2025)
El 26 de maig de 2025, un cotxe va atropellar diversos vianants a Water Street, a Liverpool, durant la desfilada de celebració per la victòria del Liverpool F.C. a la Premier League.

## Context
El 26 de maig de 2025 se celebrava un acte commemoratiu per la conquesta de la Premier League per part del Liverpool F.C.

## Atac
Poc després de les 18:00 BST del 26 de maig de 2025, un Ford Galaxy gris va envestir diversos vianants a Water Street, a Liverpool, Merseyside, Anglaterra, Regne Unit. L'incident va tenir lloc durant una desfilada per celebrar el títol de lliga del Liverpool F.C. Després d’atropellar les primeres víctimes, el vehicle es va aturar i algunes persones van començar a trencar-ne els vidres; no obstant això, tot seguit va accelerar de nou i va colpejar més persones. Cap a les 19:00, un helicòpter ambulància del Nord-oest va aterrar al lloc dels fets, i un periodista va afirmar haver vist almenys tres persones ferides sent evacuades. La zona va ser acordonada ràpidament amb cintes i barreres metàl·liques després que un home fos detingut.

## Sospitós
Un home blanc de 53 anys, originari de la zona de Liverpool, va ser detingut.

## Reaccions
El primer ministre Keir Starmer va qualificar l'incident de «terrible» i va agrair l’actuació dels serveis d’emergència. El Liverpool F.C. va expressar que els seus «pensaments i oracions són amb els afectats» i va oferir suport als serveis d’emergència. James Cleverly, exministre de l’Interior, va declarar: «Liverpool, estem amb vosaltres aquesta nit». Diversos polítics també van enviar missatges de suport després de l’incident, incloent-hi Kim Johnson, diputada per Liverpool Riverside; Ed Davey, líder dels Liberals Demòcrates; Chris Philp; i Anneliese Midgley, diputada per Knowsley.